# ॹ
Cette page contient des caractères spéciaux ou non latins. S’ils s’affichent mal (▯, ?, etc.), consultez la page d’aide Unicode.
Pour les articles homonymes, voir Zha.
ॹ, appelé zha, est une consonne de l’alphasyllabaire devanagari utilisée dans la transcription de l’avestan.

## Utilisation
Le zha ‹ ॹ › est utilisé dans la transcription de l’avestan pour représenter la consonne fricative palato-alvéolaire voisée [ʒ].

## Représentations informatiques
| formes | représentations | chaînes de caractères | points de code | descriptions                                     |
| ------ | --------------- | --------------------- | -------------- | ------------------------------------------------ |
| pleine | ॹ               | ॹ                     | U+0979         | lettre devanagari zha                            |
| morte  | ॹ्               | ॹ◌्                    | U+0979 U+094D  | lettre devanagari zha, symbole devanagari virama |